# BR Engineering BR1
Der BR Engineering BR1 ist ein nicht-hybridgetriebener Sportwagenprototyp, welcher für die Teams SMP Racing und DragonSpeed gebaut wurde. Er entspricht den Regularien für Le-Mans-Prototypen der Saison 2018 (Klasse LMP1). Das Fahrzeug wurde in der FIA-Langstrecken-Weltmeisterschaft eingesetzt und feierte sein Debüt bei den 6 Stunden von Spa-Francorchamps, dem ersten Rennen der FIA-Langstrecken-Weltmeisterschaft 2018/19.

## Entwicklung
SMP Racing nahm zunächst an der European Le Mans Series in der LMP2-Klasse teil und setzte ein Fahrzeug auf Basis des Dallara P217 ein. Im Jahr 2017 entwarfen Dallara, BR Engineering und russische Studenten ein brandneues Chassis: den BR1, Chefdesigner war Luca Pignacca. Der erste Test fand im Motorland Aragón statt; dabei verletzte sich der russische Rennfahrer Mikhail Aleshin infolge eines Unfalls am Arm. Im Vorfeld der Fahrzeugpräsentation in Bahrain waren Kirill Ladygin, Witali Petrow, Wiktor Schaitar und Sergei Sirotkin als Testfahrer im Einsatz.

## Rennhistorie

### 2018–19
Sein Renndebüt gab der BR1 in der Saison 2018/19, zwei für SMP Racing und einer für DragonSpeed. Die Wagen unterschieden sich in der Motorisierung: SMP setzte einen 2,4-Liter-V6-Turbomotor vom Typ AER P60B ein, DragonSpeed nutzte einen 4,5-Liter-V8 von Gibson; derselbe Motor wird von Rebellion Racing in deren Einsatzwagen R13 genutzt.
Der erste Einsatz des Wagens wurde von einem Unfall des DragonSpeed-Fahrers Pietro Fittipaldi während des Qualifyings überschattet, woraus Frakturen in beiden Beinen entstanden. Grund für den Unfall war ein elektrisches Problem, welches dem Fahrer die Kontrolle über das Fahrzeug entzog und ihn unkontrolliert in die Wand in der Eau Rouge steuern ließ; die entstandenen Schäden waren so groß, dass der Wagen nicht im Rennen eingesetzt werden konnte.
SMP Racing hatte ebenfalls technische Schwierigkeiten mit dem Fahrzeug #17. Der andere Wagen #11 war frei von Problemen und erreichte den fünften Platz in der Qualifikation. Im Rennen war der Wagen #17 in einen Unfall in der Eau Rouge verwickelt, in welchem er in die Luft geschleudert wurde und sich überschlug. Der Wagen #11 konnte seine Startposition über die Renndauer verteidigen und kam als Fünfter ins Ziel. Nach dem Rennen nahmen Dallara und SMP Racing Veränderungen an der Aerodynamik vor, um ein erneutes Überschlagen des Prototyps zu verhindern.
In Le Mans waren alle drei Fahrzeuge vom Pech verfolgt. Der DragonSpeed #10 hatte mit noch rund 7:40:00 Rennzeit auf der Uhr einen Unfall in den Porsche-Kurven, was das Fahrzeug zur Aufgabe zwang. An gleicher Stelle erwischte es auch den SMP #17, welcher dabei sein Heck in hohem Maße beschädigte. Der zu dem Zeitpunkt am Steuer sitzende Matewos Issaakjan versuchte noch, den Wagen zurück an die Box zu bringen, allerdings war der Motor des Wagens derart beschädigt, dass er nach wenigen Metern wieder zum Stillstand kam. Halbwegs verschont blieb dagegen der SMP #11: obwohl er schon früh im Rennen mit technischen Problemen zurück an die Box musste, konnte er nach erfolgreicher Reparatur wieder zurück auf die Strecke. Am Ende erreichte er den 14. Platz im Gesamtklassement und damit den fünften Platz in der LMP1-Klasse.
In Silverstone erlitt der SMP #11 einen Motorschaden, was ihn zu seinem ersten Ausfall in der Saison zwang. Die anderen beiden schafften es hingegen zum ersten Mal in dieser Saison ins Ziel: der SMP #17 profitierte von der nachträglichen Disqualifikation der beiden Toyota TS050 Hybrid und erhielt dadurch den dritten Platz hinter den beiden Rebellion. Der DragonSpeed #10 war zwar wiederholt von technischen Schwierigkeiten betroffen, schaffte es aber auf Gesamtrang 25 und damit den vierten Platz in der Klasse.
In Fuji verlor der SMP #17 das rechte Vorderrad, da eine Radmutter nicht richtig festgezogen war. Zudem erfuhr er technische Schwierigkeiten und musste von der Strecke geschleppt werden. Das Schwesterfahrzeug #11 blieb ein weiteres Mal verschont und erreichte den vierten Platz in der LMP1. Der DragonSpeed #10 war wie der SMP #17 von technischen Fehlern betroffen und musste abgeschleppt werden.
Vor den 24-Stunden-Rennen von Le Mans 2019 gab das DragonSpeed Team bekannt, das LMP1 Programm nach dem Saisonende zu beenden.

## Galerie

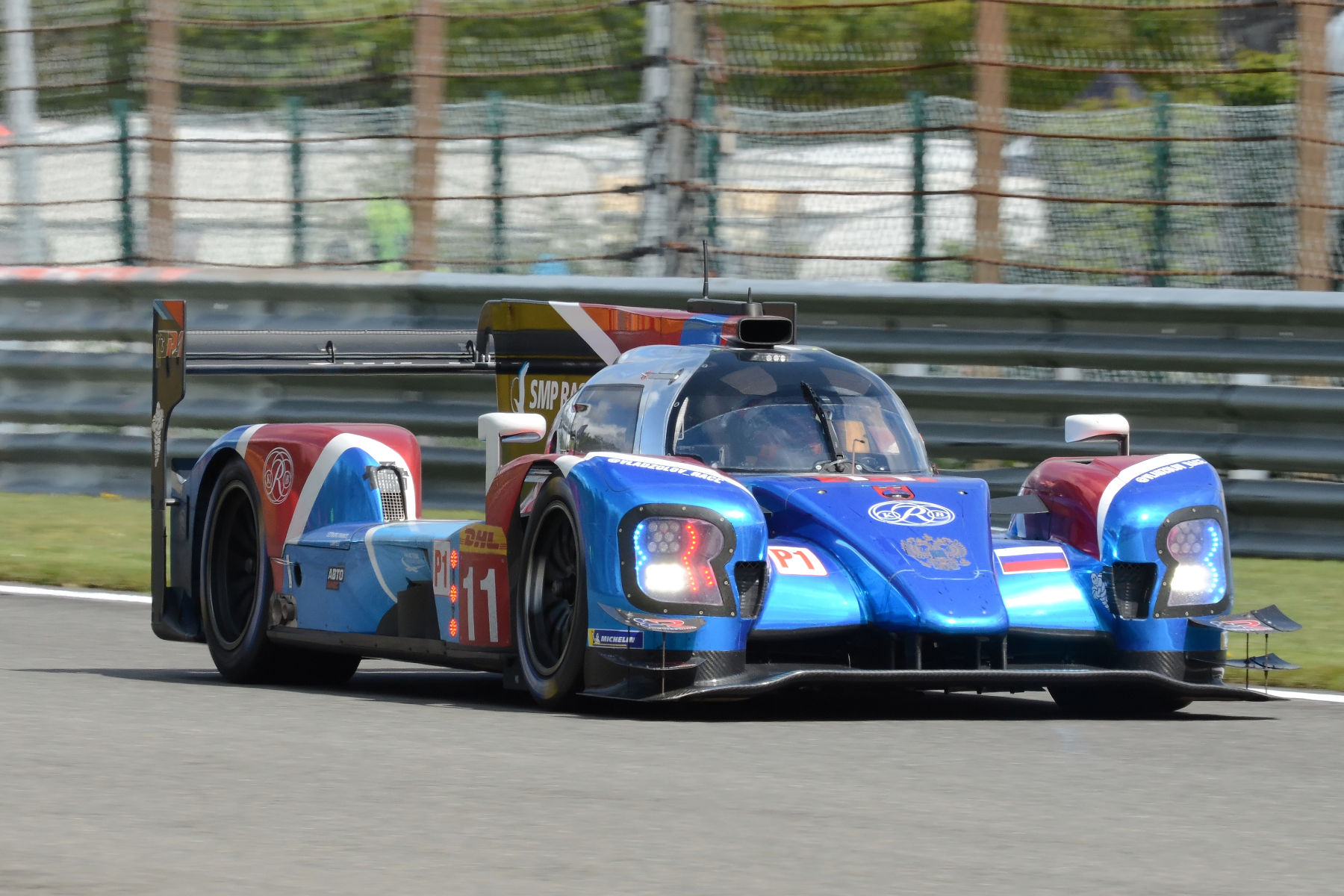
Der BR1 eingesetzt von SMP Racing
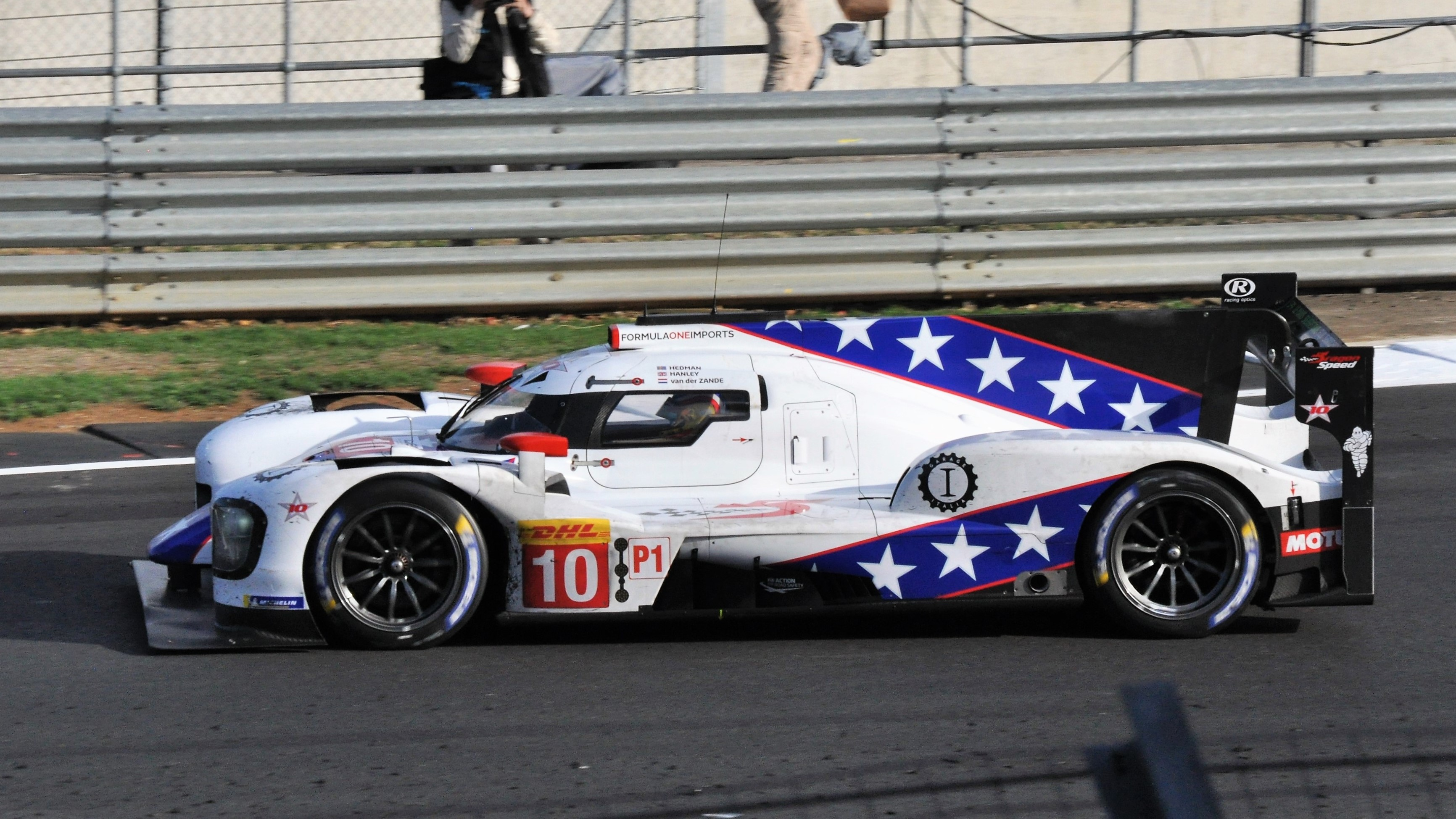
Das DragonSpeed Team setzte auch einen BR1 ein